# 严宗达
严宗达（1926年5月5日—2021年5月31日），男，辽宁辽中人，中国固体力学家、结构工程专家、力学教育家，曾任天津大学教授、博士生导师。